# Phrynopus nebulanastes
Phrynopus nebulanastes és una espècie de granota del Perú amenaçada d'extinció per la pèrdua de l'hàbitat.